# Observatorul european al plurilingvismului
Observatorul European al Plurilingvismului (OEP) este o organizație neguvernamentală cuprinzând persoane morale și fizice.
Membrii fondatori, organizatori ai primei acțiuni Assises Européennes du Plurilinguisme, sunt: ASEDIFRES (Association Européenne d'Etudes et de DIFfusion sur la REcherche, l'Europe et la Société), GE21 (Génération Europe 21), FDEI (Fondation pour le développement de l'Enseignement International), APLV (Association des Professeurs de Langues Vivantes), Forumul Institutelor culturale din Paris, Université de l'Europe.
Observatorul și-a atras noi parteneri, datorită politicii sale de a fi deschis oricărei structuri care îi împărtășește obiectivele și aderă fără rezerve la Carta europeană a plurilingvismului. Printre noii parteneri figurează: DLF (Défense de la langue française), VDS (Verein Deutsche Sprache), ASSODILIT (Associazione per la diffusione della lingua e cultura italiana), FIPF (Fédération internationale des professeurs de français), FFA (Forum francophone des affaires).
OEP beneficiază de sprijinul Ministerului Culturii din Franța (prin DGLFLF - Délégation Générale de la Langue Française et aux Langues de France), și al AUF (Agence universitaire de la francophonie). 
OEP se bucură, de asemenea, de sprijinul reprezentantului special al Guvernului României, Alteța Sa Radu, Principe de Hohenzollern-Veringen  Arhivat în 29 septembrie 2007, la Wayback Machine..
Statutul OEP prevede existența unui consiliu administrativ și a unui consiliu științific.
Consiliul administrativ este format din:
Christian Tremblay - președinte
Astrid Guillaume - vice-președinte
François-Xavier d'Aligny - vice-președinte
Babette Nieder, vice-președinte
Dana-Marina Dumitriu - secretar general
Luisa Polto-Branlard - trezorier
Consiliul științific este format din:
François Rastier - director de cercetare în cadrul CNRS (Consiliul național al cercetării științifice), președintele Institutului Ferdinand de Saussure
Heinz Wismann - director de studii al Centrului de studii interdisciplinare despre Germania din cadrul EHESS, președintele Observatorului de studii clasice din Europa
Jean-Claude Beacco - profesor la Universitatea Paris III, expert pe lângă Consiliul Europei și Comisia Europeană
François Xavier d'Aligny - președintele Fundației pentru dezvoltarea învățământului internațional
Christos Clairis - profesor la Universitatea Paris V, vice-președintele Societății internaționale de lingvistică funcțională
Pierre Judet de La Combe - director de studii al Centrului de studii interdisciplinare despre Germania din cadrul EHESS si director de cercetare in cadrul CNRS
Marianne Lederer - fostă directoare și profesoară a Școlii superioare de interpreți și traducători (ESIT)
Jacqueline Nonon - fostă directoare a Reprezentanței Comisiei Europene la Paris, consilier ASEDIFRES
Monique Slodzian - profesoară la INALCO
Adresa web a OEP este http://www.observatoireplurilinguisme.eu
Logo-ul OEP a fost realizat de artista plastică de origine română Cristina Botez.